# Georgios Aftias

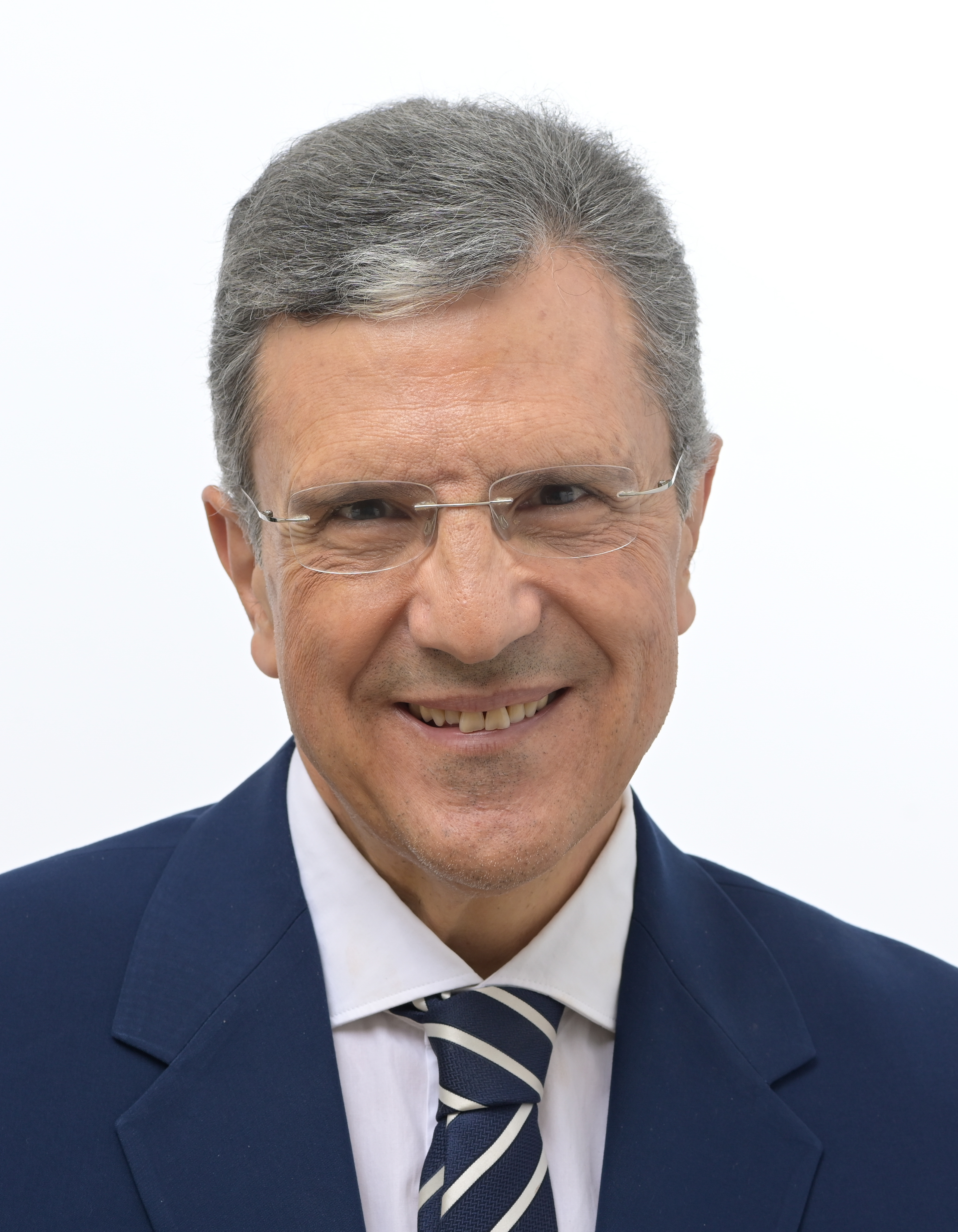
Georgios Aftias (2024)

Georgios Aftias (griechisch Γιώργος Αυτιάς, geb.  25. Juli 1956 in Athen) ist ein griechischer Politiker der Nea Demokratia. Seit 2024 ist er Mitglied des Europäischen Parlaments.

## Leben
Der ehemalige TV-Journalist Georgios Aftias erhielt bei der Europawahl 2024 mit 309.910 Stimmen die höchste Stimmenanzahl in Griechenland.
Nach seiner Wahl ins Europäische Parlament und Beitritt zur Fraktion EVP ist er in der 10. Legislaturperiode (2024–2029) Mitglied im Haushaltsausschuss, im Haushaltskontrollausschuss und im Ausschuss für Wirtschaft und Währung. Er ist zudem Mitglied der Delegation im Parlamentarischen Stabilitäts- und Assoziationsausschuss EU-Serbien sowie stellvertretendes Mitglied der Delegation für die Beziehungen zu Kanada und der Delegation im Gemischten Parlamentarischen Ausschuss EU-Türkei.